# Минимально критичное остовное дерево
Минимально критичное остовное дерево (англ. minimum bottleneck spanning tree, MBST) во взвешенном неориентированном графе — это остовное дерево, в котором наиболее тяжёлое ребро весит как можно меньше. Критичное ребро — это самое тяжёлое ребро в остовном дереве. Остовное дерево является минимальным критичным остовным деревом, если граф не содержит остовного дерева с критичным ребром меньшего веса. Для ориентированного графа аналогичная задача известна как минимально критичное ориентированное остовное дерево (англ. Minimum Bottleneck Spanning Arborescence, MBSA).

## Определения

### Неориентированные графы

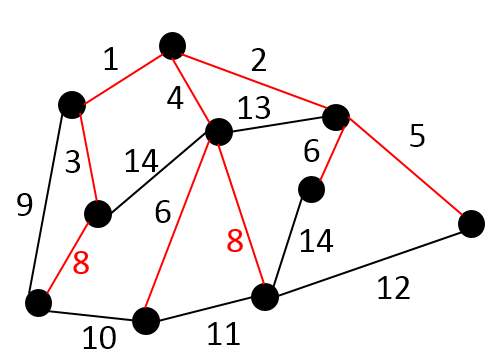
Минимально критичное остовное дерево

В неориентированном графе {\displaystyle G(V,E)} и функция {\displaystyle w:E\to \mathbb {R} }, пусть S будет множеством всех остовных деревьев {\displaystyle T_{i}}. Пусть {\displaystyle B(T_{i})} будет максимальным по весу ребром для любого остовного дерева {\displaystyle T_{i}}. Мы определяем подмножество минимально критичных остовных деревьев S′ так, что для любого {\displaystyle T_{j}\in S'} и {\displaystyle T_{k}\in S} мы имеем {\displaystyle B(T_{j})\leqslant B(T_{k})} для всех i и k.
Граф на рисунке справа является примером MBST, красные рёбра графа образуют MBST графа {\displaystyle G(V,E)}.

### Ориентированные графы

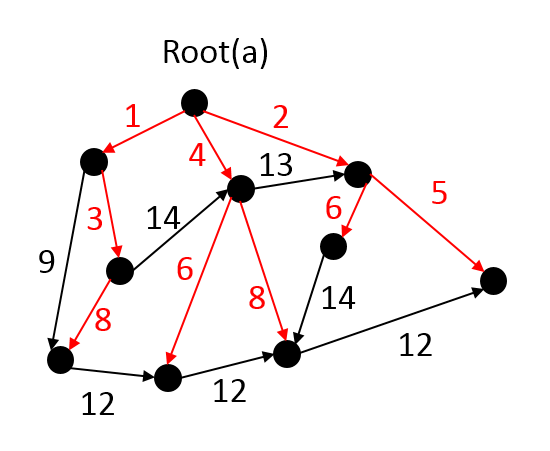
Минимально критичное ориентированное остовное дерево G(V,E)

Ориентированное остовное дерево орграфа {\displaystyle G(V,A)} — это ориентированное (корневое) дерево, которое содержит ориентированный путь из указанной вершины L в каждую вершину графа. Вершина L называется корнем ориентированного остовного дерева. Критичная дуга — это самая тяжёлая дуга в ориентированном остовном дереве. Ориентированное остовное дерево называется минимально критичным (англ. Minimum Bottleneck Spanning Arborescence, MBSA), если орграф не содержит ориентированного остовного дерева с критичной дугой меньшего веса.
Граф справа является примером MBSA, красные рёбра в графе образуют MBSA графа {\displaystyle G(V,A)}.

## Свойства
Любое минимальное остовное дерево (MST, англ. minimum spanning tree) неизбежно является минимально критичным, но не любое минимально критичное обязательно будет минимальным.

## Алгоритм Камерини для неориентированных графов
Камерини в 1978 году предложил алгоритм, использующийся для получения минимально критичного остовного дерева (MBST) для данного неориентированного связного взвешенного графа. Алгоритм разбивает все рёбра графа на такие два множества {\displaystyle B} и {\displaystyle A}, что веса рёбер из множества {\displaystyle B} не превосходят весов из множества {\displaystyle A}. Если подграф {\displaystyle G_{B}}, состоящий из рёбер множества {\displaystyle B}, связен, алгоритм рекурсивно ищет MBST в {\displaystyle G_{B}}, и оно будет являться MBST для исходного графа. Если же {\displaystyle G_{B}} не связен, алгоритм комбинирует каждую его компоненту связности в новую супервершину, затем рекурсивно вычисляет MBST в графе, образованном этими супервершинами и рёбрами из множества {\displaystyle A}. Произвольный лес из рёбер множества {\displaystyle B}, компоненты связности которого совпадают с компонентами связности {\displaystyle G_{B}}, добавляется в MBST исходного графа. Процесс продолжается, пока в графе не останется единственное ребро, связывающее две (супер-) вершины (оно добавляется в MBST). MBST состоит из всех рёбер, найденных на предыдущих шагах.

### Псевдокод
Функция имеет два входных параметра: граф G и массив w весов всех рёбер графа G. Возвращается множество рёбер, составляющих MBST графа G.
```
 1  
function
 MBST(граф 
G
, веса 
w
)
 2  
E
 ← множество рёбер графа 
G
 
 3  
если
 | 
E
 | = 1 
то
 
возвращаем
 
E
 
иначе

 4     
A
 ← половина рёбер из 
E
, чьи веса не меньше, чем медиана веса
 5     
B
 ← 
E
 - 
A

 6     
F
 ← лес графа 
G
B

 7     
если
 
F
 является остовным деревом 
то

 8        
возвращаем
 MBST(
G
B
,
w
)
 9     
иначе

 10       
возвращаем
 

  

    

      

        
M

        
B

        
S

        
T

        
(

        
(

        

          
G

          

            
A

          

        

        

          
)

          

            
η

          

        

        
,

        
w

        
)

        
∪

        
F

      

    

    
{\displaystyle MBST((G_{A})_{\eta },w)\cup F}

  

```

Выше {\displaystyle (G_{A})_{\eta }} является подграфом, составленным из супервершин (трактуя вершины в несвязной компоненте как одну вершину) и рёбер из A.

### Время работы
Алгоритм работает за время O(E), где E является числом рёбер. Эта граница достигается за счёт того, что
- рёбра разбиваются на два множества с помощью алгоритма поиска медианы за время O(E)
- находится лес за время O(E)
- рассматривается половина рёбер множества E на каждой итерации, {\displaystyle O(E+E/2+E/4+\dots +1)=O(E)}

### Пример
На следующем примере зелёные рёбра используются для образования MBST, а красные штриховые области показывают супервершины, полученные при работе алгоритма.
|  | Алгоритм делит пополам множество рёбер с учётом весов. Зелёным цветом показаны рёбра, вес которых мал насколько это возможно. |
|  | Имеется остовное дерево в подграфе, образованном исключительно рёбрами из меньшего набора рёбер. Повторяем поиск MBST в этом подграфе. |
|  | Нет остовного дерева в текущем подграфе, образованном рёбрами в текущем меньшем наборе рёбер. Комбинируем вершины разъединённых компонент с супервершинами (показаны красным пунктиром), а затем находим MBST в подграфе, образованном супервершинами и рёбрами в большем наборе рёбер. Лес, образованный каждой разъединённой компонентой, будет частью MBST исходного графа. |
|  | Повторяем аналогичные шаги путём комбинирования вершин в супервершины. |
|  | Алгоритм получает MBST из рёбер, найденных по ходу работы алгоритма. |

## Алгоритмы MBSA для ориентированных графов
Есть два алгоритма для ориентированных графов — алгоритм Камерини для поиска MBSA и алгоритм Габова и Тарьяна.

### Алгоритм Камерини для MBSA
Для ориентированного графа алгоритм Камерини фокусируется на нахождении множества рёбер, которые имеют максимальную критичную цену MBSA. Делается это путём разбиения множества рёбер E на два множества A и B и поддержки множества T, которое является множеством, для которого известно, что GT не имеет ориентированного остовного дерева. Множество T расширяется множеством B, если максимальное ориентированное остовное дерево графа {\displaystyle G(B\cup T)} не является ориентированным остовным деревом графа G, в противном случае мы уменьшаем множество E, удаляя A. Общая сложность алгоритма по времени выполнения равна {\displaystyle O(E\log E)}.

#### Псевдокод
```
 1  
function
 MBSA(
G
, 
w, T
)
 2  
E
 ← множество рёбер графа 
G;
 
 3  
если
 | 
E - T
 | > 1 
то

 4     
A
 ← UH(E-T);
 5     
B
 ← (
E - T)
 - 
A;

 6     
F
 ← BUSH(
G
BUT
);
 7     
если
 
F
 является ориентированным остовным деревом графа G 
то

 8        S ← F; MBSA((
G
BUT
),w,T);
 9     
иначе

 10       MBSA(G,
w,TUB
);
```

1. T представляет подмножество E, для которого известно, что {\displaystyle G_{T}} не содержит какого-либо ориентированного остовного дерева с корнем в вершине «a». Первоначально T пусто
2. UH берёт множество (E-T) рёбер графа G и возвращает {\displaystyle A\subset (E-T)} such that:
  1. {\displaystyle |A|=\left\lfloor {\frac {(|E-T|)}{2}}\right\rfloor }
  2. {\displaystyle W_{a}\geqslant W_{b}} для a ∈ A и b ∈ B
3. BUSH(G) возвращает максимальное ориентированное дерево графа G с корнем в вершине «a»
4. Окончательным результатом будет S

#### Пример
|                                                   | После первой итерации этого алгоритма мы получаем F и F не является ориентированным остовным деревом графа G, так что выполняем код {\displaystyle MBSA(G,w,T\cup B)}                                     |
|                                                   | На второй итерации мы получаем {\displaystyle F'} и {\displaystyle F'} снова не является ориентированным остовным деревом графа G, так что выполняем код {\displaystyle MBSA(G,w,T'\cup B')}              |
|                                                   | На третьей итерации мы получаем {\displaystyle F''} и {\displaystyle F''} является ориентированным остовным деревом графа G, так что выполняем код {\displaystyle MBSA(G_{T''\cup B''},w,T'')}            |
| \| {\displaystyle MBSA(G_{T''\cup B''},w,T'')} \| | когда мы выполняем {\displaystyle MBSA(G_{T''\cup B''},w,T'')}, {\displaystyle \|E-T\|} равно 1, а значит не превосходит 1, так что алгоритм возвращает конечный результат, равный {\displaystyle S=F''}. |
| {\displaystyle MBSA(G_{T''\cup B''},w,T'')}       | |

### Алгоритм Габова и Тарьяна для MBSA
Габов и Тарьян предложили образующую MBSA модификацию алгоритма Дейкстры кратчайшего пути с одним источником. Их алгоритм работает за время {\displaystyle O(E+V\log V)}, если используется фибоначчиева куча.

#### Псевдокод
```
 Для графа 
G(V,E), F
 является набором вершин из 
V
. 
 Начально 
F
 = 
s
, где 
s
 является стартовой точкой графа 
G
 и 
c
(
s
) = 
∞
```

```
 1  
function
 MBSA-GT(
G
, 
w, T
)
 2    Выбираем 
v
 с минимальным 
c
(
v
) из 
F
; 
 3    Удаляем его из 
F
;
 4    
для всех
 ребер(
v,w
) 
выполняем

 5      
если
 
w
 
∉
 
F
 или 
∉
 Tree 
то

 6        добавляем 
w
 в 
F;
          
 7        
c
(
w
) = 
c
(
v,w
);
 8        
p
(
w
) = 
v
;     
 9      
иначе

 10       
если
 
w
 
∈
 
F
 и 
c(w) > c(v,w)
 
то

 11         
c
(
w
) = 
c
(
v,w
);
 12         
p
(
w
) = 
v
;
```

#### Пример
Следующий пример показывает работу алгоритма.
|  |
|  |
|  |
|  |
|  |
|  |
|  |

Другой подход предложили Тарьян и Габов с границей {\displaystyle O(E\log ^{*}V)} для разреженных графов, который очень похож на алгоритм Камерини для MBSA, но вместо разбиения множества рёбер на два множества на каждой итерации, вводятся {\displaystyle K(i)}, в которых i является числом осуществлённых разбиений, или, другими словами, номер итерации, а {\displaystyle K(i)} является возрастающей функцией, которая отражает число множеств, которые получаем в результате разбиений на каждой итерации. {\displaystyle K(i)=2^{k(i-1)}} с {\displaystyle k(1)=2}. Алгоритм находит {\displaystyle \lambda ^{*}}, которое является значением веса критичного ребра в любом MBSA. После того, как найдено {\displaystyle \lambda ^{*}}, любое ориентированное остовное дерево в {\displaystyle G(\lambda ^{*})} является MBSA, в котором {\displaystyle G(\lambda ^{*})} является графом, в котором все цены рёбер {\displaystyle \leqslant \lambda ^{*}}.